# Rhodometra angasmarcata
Rhodometra angasmarcata là một loài bướm đêm trong họ Geometridae.